# No ni saku hana no you ni
«No ni saku hana no you ni» (野に咲く花のように?) es un sencillo del artista japonés Gackt, lanzado el 7 de febrero de 2007.

## Lista de canciones
| N.º | Título                                | Duración |  |
| 1.  | «No ni Saku no You ni»                |          |  |
| 2.  | «No ni Saku no You ni (Minna no Uta)» |          |  |
| 3.  | «No ni Saku no You ni (pf.style)»     |          |  |
| 4.  | «No ni Saku no You ni (Instrumental)» |          |  |
| 5.  | «No ni Saku no You ni (pf.solo)»      |          |  |

- Datos: Q3544365